# Falaise du Bessin Occidental
Falaise du Bessin Occidental este o arie protejată (arie de protecție specială avifaunistică — SPA) din Franța întinsă pe o suprafață de 1.253 ha, din care 95 % marine.

## Localizare
Centrul sitului Falaise du Bessin Occidental este situat la coordonatele 49°24′N 0°57′W / 49.4°N 0.95°V.

## Înființare
Situl Falaise du Bessin Occidental a fost declarat arie de protecție specială avifaunistică în baza directivei 79/409 din 1979 referitoare la conservarea păsărilor sălbatice pentru a proteja 13 specii de animale.

## Biodiversitate
Situată în ecoregiunea atlantică, aria protejată nu include niciun habitat protejat.
La baza desemnării sitului se află mai multe specii protejate de  păsări (13): alca (Alca torda), ciuf de câmp (Asio flammeus), șoim călător (Falco peregrinus), Fulmarus glacialis, cufundar mic (Gavia stellata), Larus argentatus, pescăruș negricios (Larus fuscus), Mergus serrator, Phalacrocorax aristotelis, cormoran mare (Phalacrocorax carbo), Rissa tridactyla, silvie de tufiș (Sylvia undata), Uria aalge.